# Top-Band-Klasse
Als Top-Band-Klasse (englisch Top-band class) wird eine Klasse der attisch-schwarzfigurigen Augenschalen des letzten Viertels des 6. Jahrhunderts v. Chr. (um 510 v. Chr.) bezeichnet.
Ihren Namen verdankt die Klasse dem breiten schwarzen Band am oberen Abschluss, den zahlreiche ihrer Vertreter zeigen, und erinnert so an die Schalen der Klasse der Top-Band Stemlesses. Künstlerisch sind die Schalen jedoch nur noch wenig bedeutend. Einige können dem Maler von Vatikan G 69 zugeschrieben werden.